# Операција Катапулт
Операција Катапулт или уништавање француске флоте у Мерс-ел-Кебиру (Алжир) од стране Уједињеног Краљевства спроведена је 3. јула 1940, у циљу спречавања пада француске флоте у руке Немачке током Другог светског рата.

## Увод
Ма колико се француски адмиралитет и влада заклињали да француски ратни бродови никада неће пасти у руке непријатеља, Британци, а нарочито Винстон Черчил, нису хтели ни најмање да ризикују. Лондон је стога одлучио да се, што је могуће брже припреми и изведе операција „Катапулт“. Ова операција обухватала је „истовремено преузимање и стављање под надзор Британаца, искључивање из борбе или уништење читаве француске флоте“, уколико до ње Британци уопште буду могли да дођу. Операција је морала да почне 3. јула 1940.

## Операција
У рано јутро тог дана, разоружале су јаке и добро наоружане британске трупе још поспане посаде француских ратних бродова у лукама у Плимуту и Портсмуту. Ови бродови сачињавали су око 10% укупне француске флоте. Операција је протекла брзо и прилично нечујно, изузев што је на великој француској подморници „Сиркуф“ погинуло и рањено неколико људи који су пружали отпор. Ни са француском ескадром која је била усидрена у Александрији, под командом адмирала Годфроа, Британци нису имали тешкоћа.
Велика драма која подсећа на грчке трагедије одиграла се 3. јула 1940. у француској поморској бази Мерс ал Кебиру, близу алжирског града Орана. Тамо је био усидрен далеко најјачи део француске флоте, који се између осталог састојао од чувених бојних бродова Денкерк, Стразбур, Бретањ и Прованс, носача авиона Командант Тест и шест разарача. Око 9:30 часова по локалном времену, појавио се веома јак састав британске флоте - „флота Х“, негде у висини Орана, под командом вицеадмирала Самервила. „Флота Х“ се састојала од бојних бродова „Резолушн“ и „Валијант“, носача авиона „Арк Ројал“, тешке крстарице ХМС Худ, две крстарице и једанаест разарача који је потпуно изенадио Французе.
Самервил је послао капетана бојног брода Холенда, који је до пре рата био британски аташе поморских снага у Паризу, и ватрени пријатељ Француске, да посредује код француског команданта, адмирала Жансула. Французима је остављена једна од пет могућности: 
1. да се заједно са Британцима даље боре против непријатеља.
2. да под британском контролом и са умањеним бројем посаде отплове у неку од британских лука.
3. да под британском контролом и са смањеним бројем посаде отплове у неку француску луку на Карибима или, пак, неку америчку луку.
4. уколико не би био прихваћен ниједан од ова три предлога, да у року од 6 часова сами потопе своје бродове.
5. уколико пак ни ово не би било прихваћено, да рачунају да ће Британци употребити силу, будући да морају спречити да флота падне у руке непријатеља.

Изненађени и увређени адмирал Жансул је одбио да прихвати било који од ових предлога. Поручио је Самервилу да ће на силу одговорити силом. Осим тога, учинио је грешку, за коју ни данас нема објашњења, а то је да ни у часовима грозничавих преговора није пренео исцрпну поруку о новонасталим догађајима француском адмиралитету.
Када су Британци увидели да Жансула не могу да убеде, а уз то су открили и телеграмску поруку у којој се француска морнарица позива да помогне Жансулу, трагедија је била неизбежна.
У 17:25 часова, после кратког поздрава, капетан Холенд, смртно блед, напустио је послењи пут адмирала Жансула, који је узалудно покушавао да убеди Британце да никада ни један француски брод неће пасти у руке непријатеља.
У 17:54 била је испаљена прва британска салва на француску флоту. Француски бродови који су били сувише близу један другом, и то у веома неповољном положају, одговорили су одмах ватром, па су се и тешке приобалне француске батерије умешале у битку. Али Французи нису имали шансу против Британца који су гађали веома прецизно, а уз то су били тако распоређени да су могли слободно да маневришу. Већ у 18:10 Жансул је сигнализирао да су његови бродови избачени из борбе. Денкерк и Прованси су тешко оштећени па су морали да се усидре. Разарач Могадор који је скоро успео да побегне из луке, добио је пун погодак те је у њему експлодирало 16 бомби. То га је принудило да стане. Бојни брод Бретањ је још на почетку био погођен тако да је на њему беснела велика ватра. Онда је одједном дошло до експлозије и брод је потонуо, а са њим и 977 чланова посаде. Стразбуру, са још пет разарача, успело је да се извуче испод јаке ватре Британца. Следеће вечери крстарица је упловила у луку Тулона. Операција Катапулт је Французе коштала 1297 мртвих и рањених.